# Chiesa delle Decime
La chiesa della Dormizione della Vergine di Kiev o chiesa delle Decime (in ucraino Десятинна Церква?, Desjatynna Cerkva; in russo Десятинная Церковь?, Desjatinnaja Cerkov) è stata la prima chiesa in pietra di Kiev. Fu costruita per disposizione del gran principe Vladimir il Grande tra il 989 e il 996 da manovalanza locale e bizantina per commemorare il battesimo della Rus' di Kiev e venne originariamente chiamata "chiesa della Nostra Signora", in onore della dormizione della Theotokos. Vladimir destinò una decima delle entrate statali per finanziare la costruzione della chiesa: tale azione diede all'edificio il soprannome di chiesa delle Decime.

## Storia
Per ordine di Vladimir i resti di sua nonna, la principessa Olga, prima regnante della Rus' di religione cristiana, furono traslati all'interno della chiesa. Egli stesso insieme alla moglie, la principessa Anna, sorella dell'imperatore bizantino Basilio II, venne al pari ivi seppellito.
L'edificio fu utilizzato dai kieviani come ultimo rifugio mentre la città era saccheggiata dall'Orda di Batu Khan nel 1240. Dato alle fiamme dai Mongoli, crollò durante la razzia della capitale. Si ritiene che la cattedrale del Salvatore di Černihiv (1036), ancora esistente, ricalchi le dimensioni e l'originale aspetto esteriore della chiesa delle Decime.
Negli anni 1630 la chiesa di San Nicola, in legno, fu costruita sulle fondazioni della chiesa della Dormizione su iniziativa del Metropolita Petro Mohyla. Tra il 1828 e il 1842, su ordine dell'amministrazione zarista, una nuova chiesa delle Decime, in pietra, fu costruita da un progetto di Vasilij Stasov, ma in modo del tutto differente rispetto al proprio aspetto originale. Nel 1935 la chiesa fu distrutta per volontà delle autorità sovietiche.

## Ricostruzione
Un discusso progetto di ricostruzione della chiesa è oggi al vaglio delle autorità di Kiev. I fautori di tale piano sottolineano l'importanza storica e politica della chiesa delle Decime, un edificio dal significato indiscusso nella storia degli slavi orientali. Chi si oppone basa la propria convinzione sull'assenza di una valida descrizione documentale storica dell'antica costruzione, tanto più che gli scavi archeologici effettuati non sono stati neppure in grado di stabilire con certezza la sua forma. Oltretutto il tempio così realizzato sarebbe in totale disarmonia con la vicina chiesa di Sant'Andrea del XVIII secolo, uno degli edifici storici più famosi di Kiev, posizionata nelle immediate vicinanze da dove la chiesa delle Decime dovrebbe situarsi. La ricostruzione comporterebbe infine l'abbattimento dell'albero più vecchio della città, un tiglio di 370 anni.

## Fonti
- Мати церков руських Десятинна церква в Києві, su 10tynna.cerkva.info. URL consultato il 25 giugno 2009 (archiviato dall'url originale il 10 giugno 2010).
- (RU) Российский общеобразовательный портал: Десятинная церковь в Киеве, su artclassic.edu.ru (archiviato dall'url originale il 1º agosto 2013).
- (RU) С.И. Климовский. Клад из руин Десятинной церкви, su archaeology.kiev.ua.